# 翕侯
翕侯，也寫作翖侯、歙侯，是古代中亞地區烏孫、月氏、康居等民族和國家中的一種頭銜，原意是「首領」，實質上是地位次於王的諸侯。最早見於中國史書記載的是烏孫的布就翕侯（年代大約是西元前2世紀），其後較著名的是月氏的五翕侯，後來興起的貴霜王朝即吞併其他四個翕侯的五翕侯之一。這頭銜後來成為突厥人的頭銜葉護。
漢武帝時，匈奴相趙信降漢，封翕侯。